# テレビ証券
『テレビ証券』（テレビしょうけん）とは、エンタテインメント集団「指南役」による『日経エンタテインメント!』（日経BP社）の連載。連載期間は2000年4月号から2020年7月号まで。略称は「テレ証」。連載回数の数え方は「Vol.○○」。

## 概説
世界唯一のテレビ専門バーチャル証券会社という設定で、テレビ番組を銘柄、その視聴率を株価に置き換え、番組運用のトレードを斡旋している。トレーダーは証券取引所（ビデオリサーチ）が発表する株価（視聴率）の数字を参考に、テレビ証券を通じ、1週ごとに番組株を運用する。
当初は実際に番組運用トレードの模様が連載内で紹介されていた。読者からトレーダーを募り、トレーディングを競う企画をおこなったこともある。だが、運用紹介のコーナーは2002年頃に消滅。単行本（後述）でも、番組運用トレード紹介に関する記述は大幅に削られている。
見開き2ページで、誌面の後方に掲載される場合が多い。「号外」と題したスペシャル版が通常連載とは別に掲載されることがあり、これは2ページ以上で誌面中央付近に掲載されることが多い。1ページ目の下部に「お願い／このページはテレビ通向けの内容になっているため、番組の放送時間などは大幅に割合しています。詳しいデータは日本経済新聞テレビ欄などで（!）お確かめください。視聴率はビデオリサーチ関東地区調べのものを、テレ証が加工、作成。」という注意書きがある。

### 構成
運用報告
連載のメイン企画で、トレーダーたちの座談という形式でのテレビ番組・テレビ業界時評。ページの最後には「○○月○○日、テレビ証券社食にて」と書かれる（日付は座談会当日）。
ΤOPICS
テレビ番組に関わるトピックスやニュースを紹介する。指南役による書籍はこの欄で紹介される。
テレビ証券推奨銘柄
テレビ証券が推奨する銘柄（テレビ番組）を紹介する。3行にまとめられた推奨理由がある。
今月の注目銘柄
ある番組・人物に焦点を当てたコラム。
年間MVP
2000年から始まった、「今月の注目銘柄」に掲載される企画。MVPは「Most Viewer Program」の略で1年を通して最も見られた番組のことである。算出方法はレギュラー番組を対象にした年間の積算視聴率（累積視聴率）による（帯番組に関しては、2004年までは週平均の積算、2005年以後は対象外。ビデオリサーチ・関東地区調べ）。2005年から2009年まで連続でNHKの大河ドラマが1位になっていた。
| 年     | 番組名         | 放送局     | 累積視聴率 | 備考         |
| ------ | -------------- | ---------- | ---------- | ------------ |
| 2000年 | サザエさん     | フジテレビ | 1034.7%    |              |
| 2001年 | SMAP×SMAP      | フジテレビ | 1019.5%    |              |
| 2002年 | SMAP×SMAP      | フジテレビ | 965.7%     | 2年連続2度目 |
| 2003年 | サザエさん     | フジテレビ | 936.2%     | 3年ぶり2度目 |
| 2004年 | SMAP×SMAP      | フジテレビ | 979.7%     | 2年ぶり3度目 |
| 2005年 | 義経           | NHK総合    | 951.7%     |              |
| 2006年 | 功名が辻       | NHK総合    | 1025.2%    |              |
| 2007年 | 風林火山       | NHK総合    | 934.2%     |              |
| 2008年 | 篤姫           | NHK総合    | 1222.2%    |              |
| 2009年 | 天地人         | NHK総合    | 991.9%     |              |
| 2010年 | 笑点           | 日本テレビ | 974.1%     |              |
| 2011年 | サザエさん     | フジテレビ | 950.8%     | 8年ぶり3度目 |
| 2012年 | サザエさん     | フジテレビ | 852.1%     | 2年連続4度目 |
| 2013年 | 笑点           | 日本テレビ | 875.6%     | 3年ぶり2度目 |
| 2014年 | 笑点           | 日本テレビ | 875.3%     | 2年連続3度目 |
| 2015年 | 笑点           | 日本テレビ | 836.1%     | 3年連続4度目 |
| 2016年 | 笑点           | 日本テレビ | 921.8%     | 4年連続5度目 |
| 2017年 | 笑点           | 日本テレビ | 842.6%     | 5年連続6度目 |
| 2018年 | 笑点           | 日本テレビ | 841.8%     | 6年連続7度目 |
| 2019年 | ポツンと一軒家 | テレビ朝日 | 777.2%     |              |

## トレーダー
- 草場滋

バラエティ先読みの「企画千里眼」。「指南役」の代表。放送作家の仕事もしている
- 津田真一

マイナー銘柄発掘の「青田の貴公子」
- 小田朋隆

底値買いの「ドラマ王」
- 上島正明

BSデジタルも有する「デジタルの剣士」。一時期、海外へ旅立った津田の代わりに座談会に参加していた。
※この他、ディーラーとして「指南役」を名乗る謎の人物が、座談の進行役を務めている。

## 作品
- 『テレビ証券―データで読み解くテレビウラ事情 (単行本)』日経BP社（2003.10）ISBN 4-8222-1735-3
- 『キミがこの本を買ったワケ』（扶桑社）

## 後継連載
「テレビ証券」の後継連載として、2020年8月号からは放送作家のカツオと宮地ケンスケ（ニブンノゴ!）による連載「テレビ業界メッセンジャー」が掲載されている。